# San José de Comayagua (kommun)
San José de Comayagua är en kommun i Honduras.   Den ligger i departementet Departamento de Comayagua, i den västra delen av landet, 110 km nordväst om huvudstaden Tegucigalpa. Antalet invånare är 5 944.